# Mijares (Cantabria)
Mijares es una localidad del municipio de Santillana del Mar (Cantabria, España). La localidad limita con Puente San Miguel. El pueblo está situado a 3 kilómetros hacia el sur de la capital municipal y ubicado a 71 metros de altitud. Cuenta con una población de  habitantes (INE ).
Entre sus monumentos destacan el Palacio de Peredo, construido en la segunda mitad siglo XVI y declarado Bien de Interés Cultural en 1995, la iglesia parroquial de San Andrés y Santa María, construida en el siglo XVII con elementos clasicistas, en la que se veneran hoy a Santa Lucía y a Nuestra Señora del Rosario.

## Historia
Se cree que el origen pudo ser romano, ya que el topónimo Mijares puede relacionarse con los miliarios, los mojones que señalizaban las calzadas romanas. El primer documento histórico que lo cita es el cartulario de la abadía de Santillana en 1386.

## Demografía
| 2000 | 2001 | 2002 | 2003 | 2004 | 2005 | 2006 | 2007 | 2008 | 2009 | 2010 |
| ---- | ---- | ---- | ---- | ---- | ---- | ---- | ---- | ---- | ---- | ---- |
| 124  | 116  | 120  | 124  | 129  | 133  | 124  | 111  | 108  | 103  | 127  |

Fuente: INE

## Festividades
- 3 de septiembre - Nuestra Señora del Rosario.